# Číčovský park
Číčovský park je chráněný areál v katastrálním území obce Číčov v okrese Komárno v Nitranském kraji na Slovensku. Území bylo vyhlášeno v roce 1981 a jeho rozloha je 8,66 hektaru. Předmětem ochrany je zámecký park pozdně barokního kaštela z roku 1776.